# モーリス・マクローリン
モーリス・マクローリン（Maurice McLoughlin, 1890年1月7日 - 1957年12月10日）は、アメリカ・ネバダ州カーソンシティ出身の男子テニス選手。フルネームは Maurice Evans McLoughlin （モーリス・エバンズ・マクローリン）という。1910年代前半の全米選手権（現在の全米オープンテニス）で活躍し、男子シングルスで1912年・1913年に2連覇、男子ダブルスで1912年-1914年に3連覇を達成した選手である。ウィンブルドン選手権でも1913年に男子シングルス準優勝を記録した。彼は「カリフォルニアの彗星」（California Comet）というニックネームで呼ばれ、サービス・ボレー・スマッシュともに、これまでのテニスとは異なるスピード感にあふれたプレーを繰り広げた。とりわけ「キャノンボール・サービス」（cannonball service）と呼ばれた高速弾丸サーブは、当時の人々にスピードテニスへの目を開かせた。赤毛の髪も目立つ選手で、“Red”（赤毛の男）としても知られた。

## 来歴
ネバダ州に生まれたマクローリンは、北カリフォルニアの公営コートでテニスの技術を磨いた。それまで、アメリカのテニス界のトップ選手たちは、大半が米国の東側にある会員制クラブや、テニスコートつきの自宅で基礎を学んでいたという。公営コート育ちのマクローリンは、高速の弾丸サーブや、オーバーヘッド・スマッシュ（ラケットを頭上から振り下ろして打つ）に習熟していった。彼は1909年、19歳の時から全米選手権に出場を始め、初出場でいきなり「チャレンジ・ラウンド」（挑戦者決定戦）の決勝に勝ち進んだ。1909年当時の全米選手権男子シングルスは、「チャレンジ・ラウンド」から「オールカマーズ・ファイナル」（大会前年優勝者とチャレンジ・ラウンド勝者で優勝を争う）への流れで優勝者を決定していた。19歳のマクローリンはチャレンジ・ラウンド決勝でウィリアム・クローシャーに敗れ、大会前年度優勝者ウィリアム・ラーンドへの挑戦権を逃した。1910年の全米選手権ではチャレンジ・ラウンド準々決勝でビールズ・ライトに敗れたが、1911年に2年ぶり2度目のチャレンジ・ラウンド決勝に進み、前年の準々決勝で敗れたライトを 6-4, 4-6, 7-5, 6-3 で破って、初めて「オールカマーズ・ファイナル」への出場権を得た。この競技方式のもとで1907年から連続優勝を続けてきたウィリアム・ラーンドに、21歳のマクローリンは 4-6, 4-6, 2-6 のストレートで敗れ、1911年度の準優勝者になった。
5年連続7度目の優勝を達成したウィリアム・ラーンドは、リウマチ熱発病のため1911年末のデビスカップ戦を最後に39歳で現役を引退する。ラーンド引退後の1912年、全米選手権の男子シングルスではひと足先に「チャレンジ・ラウンド」と「オールカマーズ・ファイナル」の競技方式を廃止し、すべての選手が1回戦からトーナメントを戦う方式に改められた。（女子シングルスでは、男子に7年遅れて1919年に旧方式が廃止された。）1912年から、モーリス・マクローリンの競技経歴は最盛期を迎える。男子シングルスでは1912年から1915年まで4年連続決勝進出を果たし、1912年・1913年に2連覇を達成した。男子ダブルスでも1912年から1916年まで5年連続の決勝戦に進み、1912年-1914年にかけてトーマス・バンディ（1881年 - 1945年、メイ・サットンの夫になった人）と組んで3連覇を成し遂げた。1912年・1913年の全米選手権で、マクローリンは2年連続の単複2冠を獲得したことになる。
全米選手権で2年連続の栄冠を獲得した1913年、マクローリンはウィンブルドン選手権の男子シングルス準優勝者になった。彼はこの大会で、ウィンブルドン選手権の男子シングルスで最初のアメリカ人決勝進出者になる。ウィンブルドン選手権では、全米選手権男子シングルスではすでに廃止された「チャレンジ・ラウンド」と「オールカマーズ・ファイナル」が実施されており、マクローリンはウィンブルドンのチャレンジ・ラウンド決勝でスタンレー・ダウスト（オーストラリア）を破り、大会前年度優勝者アンソニー・ワイルディング（ニュージーランド）への挑戦権を得た。1910年から連続優勝していたワイルディングとの「オールカマーズ・ファイナル」で、マクローリンは第1セット・第10ゲームでセットポイント（このポイントを取れば、セットの勝者になる）を握ったが（ゲームカウント：マクローリンの 5-4, ポイントは 40-30。自分のサービスゲームで1本のセットポイントがあった）ここでワイルディングに逆転され、この第1セットを 6-8 で落とす。その後は自分のペースを取り戻せず、結局ワイルディングに 6-8, 3-6, 8-10 のストレートで敗れて、アメリカ人男子選手初のウィンブルドン優勝者になるチャンスを逃した。これが彼の唯一のウィンブルドン出場になる。ウィンブルドン選手権終了後、マクローリンは男子テニス国別対抗戦・デビスカップでアメリカ・チームを11年ぶり3度目の優勝に導いた。1900年に創設されたデビスカップは、1902年に2回目の公式戦が行われ、アメリカは最初の2回を制した後、11年間デ杯優勝から見放されていたのである。
1914年8月のデビスカップ決勝で、アメリカはオーストラリアに2勝3敗で敗れ、カップを明け渡した。この団体戦のシングルス第2試合で、マクローリンがオーストラリア代表選手のノーマン・ブルックスに 17-15, 6-3, 6-3 （総計50ゲーム）の勝利を収めた試合は、当時のテニス界で「匹敵するもののない名勝負」と呼ばれたという。ところが、彼のテニスが絶頂期にあった時、1914年夏に第1次世界大戦が勃発する。戦争の影響で、デビスカップやウィンブルドン選手権などのテニス競技大会は開催中止となった。ブルックスやアンソニー・ワイルディングと戦った対オーストラリア戦が、マクローリンの最後のデビスカップ出場になる。全米選手権だけは、戦時中も途切れることなく続行され、マクローリンは1915年まで男子シングルス・ダブルスの決勝戦に進出した。最後の男子シングルス決勝では、25歳のマクローリンは4歳若いビル・ジョンストンに 6-1, 0-6, 5-7, 8-10 で敗れ去った。
第1次世界大戦の間、モーリス・マクローリンはアメリカ陸軍の一員として東アジアに出征した。戦争からは無事に帰還を果たすが、終戦後に戻ってきた1919年全米選手権で、彼は別人のように変わり果てた姿になっていた。全盛期のような「キャノンボール・サービス」も、パンチショット（高い打点からボールを処理する技術で、決め球として使う）も衰えてしまい、彼の特徴だった“つむじ風のようなスピード”のテニスは失われてしまった。1919年全米選手権の男子シングルスで、マクローリンは準々決勝でリチャード・ウィリアムズに 0-6, 3-6, 2-6 で惨敗した。ウィリアムズは5年前の1914年にマクローリンの男子シングルス3連覇を阻止した選手で、デビスカップのチームメートでもあった。ウィリアムズに惨敗した試合を最後に、彼はテニス界から退いた。その後はゴルフに転向し、すぐに70台前半のスコアで回る力をつけたという。
1954年、ジェームズ・バン・アレン（1902年 - 1991年）がロードアイランド州ニューポートの地に「国際テニス殿堂」を設立した。40年前の全盛期に「カリフォルニアの彗星」と呼ばれたモーリス・マクローリンは、1957年に第3回の殿堂入りを果たしたが、直後の12月10日にカリフォルニア州ハモサビーチで67年の生涯を閉じた。

## 4大大会成績
- 全米選手権　男子シングルス：2勝（1912年・1913年）／男子ダブルス：3勝（1912年-1914年）　［パートナー：トーマス・バンディ］
- ウィンブルドン選手権　男子シングルス準優勝：1913年